# مدادماهی کوتوله
مدادماهی کوتوله، (نام علمی: Nannostomus marginatus)، (از یونانی: nanos = کوچک و لاتین stomus = مربوط به دهان؛ از لاتین: marginatus = حاشیه)، که معمولاً با نام مدادماهی دارف نیز شناخته می‌شود، یک گونه ماهی آب شیرین است متعلق به سرده مدادماهی در راسته تتراسانان و خانواده قلم‌ماهیان می‌باشد. آنها اولین بار در سال ۱۹۰۹ توسط CH Eigenmann کشف و معرفی شدند. معمولاً اعضای این جنس از ماهی‌های کوچک همگی دارای مشخصه بدن کشیده با نوارهای افقی برجسته هستند. قابل توجه‌ترین ویژگی مدادماهی کوتوله اندازه آن است، زیرا یکی از کوچک‌ترین اعضای این جنس است، تنها ۳٫۵ سانتی‌متر رشد می‌کند. این گونه‌ها در برزیل، گویان، کلمبیا، سورینام و پرو و به‌طور گسترده‌ای در قاره آمریکای جنوبی یافت می‌شوند و از زمان معرفی آنها به آکواریوم‌داران در اوایل قرن بیستم، همواره یک گونه آکواریومی محبوب بوده‌اند.

## نام مشترک و مترادف
نام متداول این معمولاً مدادماهی کوتوله است که حکایت از اندازه کوچک این ماهی دارد، اگرچه این گونه کوچک‌ترین عضو شناخته شده از این جنس نیست، زیرا دو گونه مدادماهی مرجان قرمز و مدادماهی آندوری کوچک‌تر هستند و حداکثر طول آنها به ترتیب تنها ۲٫۳ و ۱٫۶ سانتی‌متر است.